# 恶灵骑士 (神盾局特工)
〈恶灵骑士〉（英語：The Ghost）是美国电视剧《神盾局特工》第四季的第一集。神盾局特工基于漫威漫画组织— 神盾局围绕着的菲爾·考森和他的神盾局特工团队，面对增强人震波女和恶灵骑士之間的劇情展开。该剧集被定位於MCU漫威电影宇宙中，並与该系列电影保持连续性。该剧集由杰德·温登和毛丽莎·谭查罗恩撰写，并由比利·吉哈特执导。
克拉克·格雷格继续扮演他在电影中所出现的角色菲爾·考森，該系列的常驻演员溫明娜，扮演震波女的汪可盈，伊恩·德·卡斯泰克 ，伊麗莎白·韓斯翠奇，亨利·西蒙斯和約翰·漢納都加入至本季。第四季于2016年3月续订，主要围绕著蓋布瑞·盧納所饰演的恶灵骑士展开，该系列开始加入神秘和超自然的元素，因而促使了MCU电影《奇异博士》的上映。瑪洛莉·詹森和莉莉·伯德塞尔在這系列劇集中也作为主要角色出现。

## 情节
前神盾局特工黛西·約翰森现在作为义警的“震波女”，正在洛杉矶追捕反人类恐怖组织观察者的帮派成员，当时雅利安兄弟会的成员在她面前被燃烧着火焰的恶灵骑士杀害。神盾局的新任局长禁止菲尔·科尔森和麦克寻找约翰逊，特工梅琳达·梅卻给他们透露了约翰逊的位置。他们以查看异人资源“悠悠球”埃琳娜·罗德里格兹的名义飞往洛杉矶。埃琳娜已经签署了有争议的索科维亚协定，现在归属神盾局和联合国管辖。
特工菲兹拜访了他的朋友也是神盾局的合作伙伴霍尔顿·拉德克利夫， 一位超人类主义的医生，在之前的非法实验之后目前正在接受缓刑。菲兹发现拉德克利夫秘密地将他制作的人工智能人艾达移植到了一个生命模仿替身里。他打算用它作为危险现场人员之诱饵的第一次尝试。菲兹相信了拉德克利夫的利他主义的意图，从而同意帮助他完善艾达，并且隐瞒他的女友珍玛·西蒙斯。西蒙斯是多疑的局长的内线，并且每天接受测谎。西蒙斯意识到科尔森和麦克正在调查约翰逊，于是让梅阻止他们；梅和她的新的突击队员抵达了现场，发现科尔森和麦克正在监视中国黑帮，他们认为这些人是震波女的潜在目标。
黑帮从兄弟会购买了武器，这可以帮助他们打击异人。他们开了装武器的盒子，释放了一个让他们失控暴怒的神秘生物。当突击小队打倒了黑帮的时候，她也感染了梅。约翰逊与罗德里格兹相见，罗德里格兹在神盾局对她简短的检查时偷了药物用来帮助约翰逊恢复——由于她近期过度使用她的异人能力使得她的骨头被震碎。之后，约翰逊找到了恶灵骑士并与他对抗，恶灵骑士战胜了她，并且像她解释它只会杀害那些应该死的人。约翰逊认为她自己也在其列，但是恶灵骑士拒绝杀死她。她后来见到了恶灵骑士的人类形态，罗比·雷耶斯，正在照顾他的残疾弟弟加布。

## 制作过程

### 写作
鉴于播出时间较晚，这一集比以前几集“成人”了多少，维登解释说美国广播公司“从未给我们关于暴力方面的建议。我们把人砍成碎片，直接对着人的脑袋开枪。关于这些并没有得到任何警告或说明。所以挑战我们极限的将是在性这一方面。”这一集的开头就很明显的表达了这一点，震波女在换衣服的性感画面。执行制片人耶布·罗夫补充说“这样的事给了我们一个机会去讲不一样的故事。这样的想法是一些部分可能会变的更加成人，需要更多勇气，我们正在做的东西可能会更加黑暗。在我们想要把恶灵骑士这样的角色加入到这个世界里的时候，这样的做法也确实更合理。”
在谈及震波女在这一集的心态时，汪可盈说“她的状态不太好，她过了很艰难的几年。她花了一些时间调整，我觉得这是以她自己的方式来保护她在乎的人。每一个跟她亲近的人，都发生了一些不好的事。这是她在用一种奇怪的自私的方式保护他们。”这也就是为什么角色在剧中对恶灵骑士的斩钉截铁地说她“应该去死”。对于菲兹这一角色对女朋友西蒙斯隐瞒机器人艾达，演员伊恩·德·卡斯泰克说，“他们正在试图经营一段健康的关系，同时作为间谍他们也有秘密任务……我觉得不让她知道的意图是好的。这将会变得很有意思。撒谎是一个很重的词。我只是在隐瞒一些事情而已。”

### 选角
2016年8月，漫威官方确认本季的系列常驻演员将会包括克拉克·格雷格饰演的菲尔·科尔森，溫明娜饰演的梅琳达·梅，汪可盈饰演的戴西·约翰逊/震波女，德·卡斯泰克饰演的里奥·菲兹，伊麗莎白·韓斯翠奇饰演的珍玛·西蒙斯和亨利·西蒙斯饰演的“麦克”阿方索·麦肯齐。和他们一起出演的还有约翰·汉纳饰演的霍尔顿·拉德克利夫，继续饰演他在第三季中的角色。
经过了几个月的猜测，恶灵骑士被确认将会在圣地亚哥动漫展上出现，蓋布瑞·盧納将会出演这个角色。随后洛伦佐·詹姆斯·亨利确认将会出演恶灵骑士的弟弟加布·雷耶斯。动漫展结束不久，莉莉·伯德塞尔被曝出将会饰演神秘的露西。8月，瑪洛莉·詹森饰演机器人艾达，它的人工智能在第三季的最后由阿曼达·雷短暂配音。
2016年9月，漫威确认鲁纳，亨利，詹森和伯德塞尔将会客串出演《恶灵骑士》，和他们一起出演的还有娜塔莉亚·科尔多瓦-巴克利饰演“悠悠球”埃琳娜·罗德里格兹，布赖恩·文斯库斯饰演特工派珀，马克斯·奥辛斯基饰演特工红，里卡多·沃克饰演特工普林斯，爱德华·盖尔豪斯饰演光头，伊恩·赫顿饰演布朗迪，布莱斯·米勒饰演实验室技术员，塞缪尔·巴拉哈斯饰演费利克斯，布赖恩·拉斯穆森饰演仓库经理，威尔逊拉米雷斯饰演蒂亚戈，任国成饰演陈，以及应杰利饰演暴徒一号。科尔多瓦-巴克利，文斯库斯和奥辛斯基继续饰演他们在以前季出演的角色。在这一集的冷开场中，暴徒们作为恶灵骑士的受害者身份出现，故意展现他们像纳粹一样的性格，为了暗示观众们这些人是应该被恶灵骑士杀死的。

### 拍摄及视觉效果
新一季的制作于2016年7月21日在洛杉矶开始。《恶灵骑士》则于8月16日完成拍摄。本集的冷开场在Mariachi Plaza拍摄了四天，并在罗比雷耶斯的娱乐漫画中介绍了恶灵骑士：他的车，一辆1969年的道奇战马，被火箭击中后腾空而起，恶灵骑士燃烧着火焰降落在地面，并朝着黑帮成员走去。按照这个顺序，车的CG双层动画被用来拍摄了几个镜头，与此同时，特技表演车手埃里克·诺瑞斯驾驶着实体特技车。第三个版本是用于美化的镜头。恶灵骑士和它燃烧着火焰的头骨的效果是鲁纳戴着一个闪光的帽子，它还可以调整来适应不同情况下的不同火焰温度。头骨则使用CGI来制作的，鲁纳脸上戴着一个跟踪标记设备来为这些镜头提供效能参考。火焰也是数码制作的。

### 与漫威电影宇宙之联系
关于本集中从盒子里释放出的秘密武器，温登说，“我们正在向MCU里引入一种不同的超自然元素，恰好同时奇异博士上映。所以那就是在盒子里的东西……是关于那些支线剧情的。” 现在梅已经被它感染了，关于它将会怎么样影响梅，温登说，“你永远不会希望梅失去控制。你不会想她变得多疑。”他又补充说，“你可以假设发生在其他人身上的事，也一样会发生在她身上，情况并不好。”

## 上映

### 播放
2016年9月20日，《恶灵骑士》首次播出于美国广播公司。

### 市场
本季的宣传重点主要放在恶灵骑士上，以《神盾局特工：恶灵骑士》为标题进行大规模病毒式的宣传，这也是本季第一季的副标题。在美国广播公司播放之前，首次播出是2016年9月19日在洛杉矶的太平洋剧院的格鲁农贸集市的粉丝荧幕见面会上。

### 收视率
在美国，本集在成年人年龄范围在19-49的范围内收到了1.1/4%的收视率，也就是说，所有家庭中观看过本集的人站1.1%，在播放时观看的占4%。共有344万观众看过这一集。相比以前季的首播有所下滑，但也达到系列的平均水平。在它发布的一个星期内，已经有624万美国观众看过《恶灵骑士》，比季平均高了422万人次。